# Черняк, Сергей Владимирович
Серге́й Влади́мирович Черня́к (укр. Сергій Володимирович Черняк; род. 25 октября 1978, Черновцы) — украинский футболист. Выступал на позиции защитника. Мастер спорта Украины.

## Карьера
Сергей Черняк родился в Черновцах, где и начал заниматься футболом в ДЮСШ «Буковина». Первым тренером Сергея был Валерий Семёнов. Некоторое время юный футболист поиграл в черновицком «Мебельщике», участвовавшем в любительском чемпионате Украины, а уже в 1996 году Черняк дебютировал в составе местной «Буковины».
Сергей почти сразу отвоевал место в основном составе черновчан благодаря не по годам зрелой игре. Это привлекло внимание скаутов киевского «Динамо», и уже зимой следующего года Черняк оказался в Киеве. Как и большинство молодых перспективных футболистов, попадавших в Киев, Сергей начал прокладывать путь к основе через вторую и третью динамовские команды. Несмотря на то, что Черняк был избран капитаном «Динамо-2», в составе первой команды он провёл всего два поединка, выйдя на замену в матчах с тернопольской «Нивой» и львовскими «Карпатами».
Во время выступлений Черняка в «Динамо» в жизни молодого защитника произошло ещё одно событие — он был вызван в молодёжную сборную страны, в составе которой он провёл два матча: против Венгрии и Польши. В матче с молодёжной сборной Грузии Черняк находился в заявке, однако на поле так и не появился.
Поняв, что уровень динамовского резерва он перерос, а в основу попасть крайне сложно, Сергей перешёл в ряды полтавской «Ворсклы», где достаточно уверенно провёл четыре сезона. Однако травмы в полной мере не позволили Черняку раскрыть свой потенциал и после окончания контракта с полтавским клубом Сергей даже планировал вернуться в родную «Буковину».
Однако вместо Черновцов футболист оказался в Баку, где продолжил выступления в местном «Интере», который в то время тренировал Анатолий Коньков. Украинец быстро адаптировался в новом коллективе и стал безоговорочным игроком основы. Успешной игрой в чемпионате Азербайджана Черняк привлёк к себе внимание главного тренера сборной этой страны. Однако, несмотря на то, что Сергей принял азербайджанское гражданство, выступать за национальную команду ему не позволили. Причиной стало то, что Черняк в своё время был задействован в матчах украинской молодёжки.
Покинув Азербайджан в 2007 году, Сергей Черняк продолжил выступления на любительском уровне, играя за команды Черновицкой области. Так в 2008 году он сделал своеобразный «золотой хет-трик», став победителем любительского чемпионата Украины и чемпионом Буковины в составе футбольного клуба «Лужаны», а также подняв над головой кубок Черновицкой области в составе «Кицманя». Два года спустя Черняк ещё раз стал обладателем этого трофея, однако уже в составе «Днестра» с Дорошовцев.
В апреле 2010 года Сергей Черняк был назначен помощником главного тренера черновицкой «Буковины».